# Rhinolophus affinis
Rhinolophus affinis — вид рукокрилих родини Підковикові (Rhinolophidae).

## Поширення
Країни проживання: Бангладеш, Бутан, Камбоджа, Китай, Гонконг, Індія (Андаманські о-ви), Індонезія (Калімантан, Малі Зондські о-ви, Суматра), Лаос, Малайзія (Сабах, Саравак), М'янма, Непал, Сінгапур, Таїланд, В'єтнам. Був зафіксований від 290 до принаймні 2000 м над рівнем моря. Лаштує сідала в печерах, і знаходиться зазвичай в штучних середовищах проживання, таких як сади, деградовані середовища існування і області сільського господарства. У Південно-Східній Азії був записаний у первинних і вторинних лісах, іноді в посівних площах.

## Загрози та охорона
Здається, немає серйозних загроз для цього широко розповсюдженого виду. Цей вид був записаний у багатьох охоронних територіях.